# Liste der Johannes-Nepomuk-Darstellungen im Bezirk Krems-Land
Der 1729 heiliggesprochene Johannes Nepomuk gilt nach Maria und Josef als der am dritthäufigsten dargestellte Heilige in Österreich. An zahlreichen Standorten gibt es Johannes-Nepomuk-Darstellungen im niederösterreichischen Bezirk Krems-Land.
Erst nach Böhmen, aber noch vor dessen Selig- oder Heiligsprechung, setzte in Niederösterreich jene Verehrung Johannes Nepomuks ein, die sich in Form von Statuen und Bildern dokumentiert. Gemessen an der großen Zahl plastischer und bildhafter Darstellungen ist die Zahl der Johannes Nepomuk geweihten Kirchen im Bezirk Krems-Land – Unterbergern – allerdings verschwindend gering.

## Standorte
| Foto |                 | Objekt                                                                    | Standort                            | Künstler              | Baujahr | Beschreibung |
| ---- | --------------- | ------------------------------------------------------------------------- | ----------------------------------- | --------------------- | ------- | --- |
| ja   | Datei hochladen | Statue Johannes Nepomuk HERIS-ID: 33579 Objekt-ID: 31183                  | Aggsbach Markt ·                    |                       |         | In der Pfarrkirche Aggsbach Markt befindet sich eine Statue Johannes Nepomuks aus der ersten Hälfte des 19. Jahrhunderts. |
| ja   | Datei hochladen | Statue Johannes Nepomuk                                                   | Albrechtsberg an der Großen Krems · |                       |         | Am südlichen Ortsende steht eine Statue Johannes Nepomuks vom Ende des 18. Jahrhunderts. |
| ja   | Datei hochladen | Statue Johannes Nepomuk                                                   | Baumgarten ·                        |                       |         | In der Ortskapelle von Baumgarten bei Mautern an der Donau steht eine Figur Johannes Nepomuks aus dem 18. Jahrhundert. |
| ja   | Datei hochladen | Nischenfigur Johannes Nepomuk                                             | Baumgarten ·                        |                       |         | Im Norden von Baumgarten bei Mautern an der Donau steht an einer Hausfassade eine Nischenfigur Johannes Nepomuks. |
| ja   | Datei hochladen | Statue Johannes Nepomuk                                                   | Droß ·                              |                       |         | Vor dem Zugang zum Schloss Droß, nahe der Georgs-Kirche, steht ein Nischen-Bildstock mit einer Statue Johannes Nepomuks. |
| ja   | Datei hochladen | Statue Johannes Nepomuk HERIS-ID: 49612 Objekt-ID: 53514                  | Dürnstein ·                         |                       | 1733    | Auf der Turmterrasse über dem Hauptportal der Stiftskirche von Dürnstein befindet sich eine Figur Johannes Nepomuks mit Reliefs. Datiert sind diese Darstellungen mit 1733. |
| ja   | Datei hochladen | Statue Johannes Nepomuk HERIS-ID: 49612 Objekt-ID: 53514                  | Dürnstein ·                         |                       | 1724    | Rechts am Triumphbogen der Stiftskirche von Dürnstein befindet sich als Gegenkanzel eine aus dem Jahr 1724 stammende Darstellung Johannes Nepomuks mit Putti, Lorbeerkranz und der Märtyrerpalme. Auf dem Sockel sind weiters drei aus Gold gefertigte Reliefs mit Szenen aus dem Leben des Heiligen angebracht. Entworfen wurde dieses Objekt von Carl Haringer, die Bildhauerarbeiten stammen aus der Werkstätte von Johann Schmidt und die Tischlerarbeiten von Hippolyt Nallenburg. |
|      | Datei hochladen | Statue Johannes Nepomuk                                                   | Dürnstein                           |                       |         | In der Südwestkuppel des Kreuzganges von Stift Dürnstein zeigen Wandmalereien aus dem Jahr 1727 das Martyrium und die Verklärung Johannes Nepomuks. Die Malereien stammen von Baltasar Rosaforte und Johann Gottlieb Starmayr. Im Westflügel des Kreuzganges zeigen Wandmalereien von Baltasar Rosaforte und Johann Gottlieb Starmayr den Frevel am Grab des Johannes Nepomuk und die Übertragung seiner Zunge. Die Malereien stammen aus dem Jahr 1727.                                |
|      | Datei hochladen | Statue Johannes Nepomuk                                                   | Dürnstein                           |                       |         | Der Johannes-Nepomuk-Altar im Kreuzgang von Stift Dürnstein zeigt auf dem Altarbild die Verklärung Johannes Nepomuks. Als Relief werden der Brückensturz, die Predigt und das Martyrium des Heiligen dargestellt. |
| ja   | Datei hochladen | Nischenfigur Johannes Nepomuk                                             | Dürnstein ·                         |                       | 1746    | An der Rückfront eines Hauses in der Hauptstraße befindet sich eine Figurennische mit einer Statue Johannes Nepomuks aus dem Jahr 1746. |
| ja   | Datei hochladen | Gemälde Johannes Nepomuk HERIS-ID: 50938 Objekt-ID: 56458                 | Els ·                               |                       |         | In der Pfarrkirche Els befindet sich ein um 1800 entstandenes Ölgemälde Johannes Nepomuks, das möglicherweise von Leopold Mitterhofer stammt. |
| ja   | Datei hochladen | Statue Johannes Nepomuk HERIS-ID: 49659 Objekt-ID: 53610                  | Engabrunn ·                         |                       |         | In der Pfarrkirche Engabrunn befindet sich eine Darstellung Johannes Nepomuks aus der zweiten Hälfte des 18. Jahrhunderts als Konsolstatue. |
|      | Datei hochladen | Statue Johannes Nepomuk                                                   | Erdweis                             |                       |         | In der Kapelle von Erdweis befindet sich eine Konsolstatue Johannes Nepomuks aus der Mitte des 19. Jahrhunderts. |
| ja   | Datei hochladen | Gemälde Johannes Nepomuk HERIS-ID: 49670 Objekt-ID: 53644                 | Etsdorf am Kamp ·                   | Johann Georg Schmidt  | 1725    | In der Pfarrkirche Etsdorf am Kamp befinden sich ein aus dem Jahr 1725 stammendes Altarbild, den Brückensturz Johannes Nepomuks darstellend und von Johann Georg Schmidt stammend sowie Darstellung des Heiligen als Konsolfigur aus dem 19. Jahrhundert. |
| ja   | Datei hochladen | Statue Johannes Nepomuk                                                   | Etsdorf am Kamp ·                   |                       | 1743    | An der Straße nach Sittendorf steht ein Johann Nepomuk gewidmeter Bildstock aus dem Jahr 1743. |
| ja   | Datei hochladen | Statue Johannes Nepomuk HERIS-ID: 49699 Objekt-ID: 53712                  | Furth bei Göttweig ·                |                       |         | Neben der Kanzel der Pfarrkirche Furth bei Göttweig befindet sich eine Darstellung Johannes Nepomuks aus dem zweiten Viertel des 18. Jahrhunderts als Konsolstatue. |
| ja   | Datei hochladen | Statue Johannes Nepomuk HERIS-ID: 60942 Objekt-ID: 73329                  | Furth bei Göttweig ·                |                       | 1723    | An der Bachzeile bei der Brücke über den Fladnitzbach in Furth bei Göttweig steht eine Kapelle mit einer Statue Johannes Nepomuks, die mit 1723 datiert ist; 2019/20 wurde die Wegkapelle renoviert und vom rechten auf das linke Fladnitz-Ufer versetzt. |
| ja   | Datei hochladen | Statue Johannes Nepomuk                                                   | Grafenegg ·                         | Anton Dietrich        | 1744    | Beim Meierhof von Grafenegg befindet sich eine Nischenädikulakapelle mit einer Statue Johannes Nepomuks aus dem Jahr 1744 von Anton Dietrich. Seitlich befinden sich weitere Skulpturen aus Sandstein auf Sockeln. |
| ja   | Datei hochladen | Statue Johannes Nepomuk HERIS-ID: 49741 Objekt-ID: 53823                  | Gföhl ·                             |                       |         | In der Pfarrkirche Gföhl befindet sich eine aus dem 19. Jahrhundert stammende Darstellung Johannes Nepomuks als Konsolfigur. |
|      | Datei hochladen | Statue Johannes Nepomuk                                                   | Gobelsburg                          |                       |         | Im Pfarrhof von Gobelsburg befindet sich ein 1750 von Martin Johann Schmidt geschaffenes Gemälde Johannes Nepomuks. |
| ja   | Datei hochladen | Statue Johannes Nepomuk HERIS-ID: 49767 Objekt-ID: 53873                  | Gobelsburg ·                        |                       | 1689    | Auf der 1689 geschaffenen Pestsäule von Gobelsburg befindet sich unter anderem eine Darstellung Johannes Nepomuks. 1822 kam diese Pestsäule von ihrem ursprünglichen Aufstellungsort in Wien durch eine Stiftung Andreas Maiers nach Gobelsburg. |
|      | Datei hochladen | Statue Johannes Nepomuk                                                   | Großreinprechts                     |                       |         | In der Südkapelle der Pfarrkirche von Großreinprechts befindet sich eine Darstellung Johannes Nepomuks aus der Zeit um 1900 als Konsolfigur. |
| ja   | Datei hochladen | Statue Johannes Nepomuk                                                   | Großreinprechts ·                   |                       |         | Im Norden von Großreinprechts steht eine Statue Johannes Nepomuks aus der Mitte des 18. Jahrhunderts. |
| ja   | Datei hochladen | Statue Johannes Nepomuk                                                   | Grunddorf ·                         |                       |         | Südlich von Grunddorf steht am Kamp eine Wegkapelle mit einer Figur Johannes Nepomuks aus der Zeit um 1800. |
| ja   | Datei hochladen | Statue Johannes Nepomuk HERIS-ID: 49850 Objekt-ID: 54086                  | Hadersdorf am Kamp ·                |                       |         | In der Pfarrkirche Hadersdorf am Kamp befindet sich eine Darstellung Johannes Nepomuks aus der zweiten Hälfte des 18. Jahrhunderts als Konsolstatue. |
| ja   | Datei hochladen | Statue Johannes Nepomuk HERIS-ID: 59025 Objekt-ID: 69961                  | Hadersdorf am Kamp ·                |                       | 1750    | Der Pfarrkirche von Hadersdorf am Kamp gegenüber steht ein mit 1750 datierte Johannes-Nepomuk-Kapelle mit einer Statue des Heiligen. |
| ja   | Datei hochladen | Statue Johannes Nepomuk HERIS-ID: 67701 Objekt-ID: 80679                  | Hadersdorf am Kamp ·                |                       | 1715    | Bei der Brücke über den Kamp südwestlich von Hadersdorf am Kamp steht eine mit 1715 datierte Statue Johannes Nepomuks mit Baldachin. |
| ja   | Datei hochladen | Statue Johannes Nepomuk HERIS-ID: 49862 Objekt-ID: 54117                  | Haitzendorf ·                       |                       |         | An der Orgelbrüstung der Pfarrkirche Haitzendorf steht eine Figur Johannes Nepomuks. |
| ja   | Datei hochladen | Statue Johannes Nepomuk HERIS-ID: 9796 Objekt-ID: 5842                    | Hofarnsdorf ·                       |                       |         | An der linken Chorwand der Pfarrkirche Arnsdorf, in Hofarnsdorf, befindet sich eine Statue Johannes Nepomuk aus dem dritten Viertel des 18. Jahrhunderts. |
| ja   | Datei hochladen | Statue Johannes Nepomuk HERIS-ID: 49944 Objekt-ID: 54307                  | Hundsheim ·                         |                       |         | An der rechten Langhauswand der Kirche von Hundsheim befindet sich eine Figur Johannes Nepomuks aus der Mitte des 18. Jahrhunderts. |
|      | Datei hochladen | Statue Johannes Nepomuk                                                   | Klein-Wien                          |                       |         | In der Filialkirche von Kleinwien befindet sich auf dem Hochaltar als Seitenfigur eine Darstellung Johannes Nepomuks aus dem Jahr 1808. |
|      | Datei hochladen | Statue Johannes Nepomuk                                                   | Idolsberg                           |                       |         | Oberhalb der Sakristeitür der Pfarrkirche von Idolsberg befindet sich eine polychromierte Skulptur Johannes Nepomuks aus der Mitte des 18. Jahrhunderts. |
| ja   | Datei hochladen | Statue Johannes Nepomuk                                                   | Jaidhof ·                           |                       | 1742    | Südlich von Jaidhof steht auf einem Piedestal mit baldachinartigem Überbau eine mit 1742 datierte Statue Johannes Nepomuks. |
| ja   | Datei hochladen | Statue Johannes Nepomuk HERIS-ID: 34145 Objekt-ID: 32114                  | Joching ·                           |                       |         | In der Kapelle des Sankt Pöltner oder Prandtauerhofs steht eine Statue Johannes Nepomuks vom Ende des 18. Jahrhunderts. |
| ja   | Datei hochladen | Gemälde Johannes Nepomuk HERIS-ID: 34145 Objekt-ID: 32114                 | Joching ·                           |                       |         | In der Kapelle des Sankt Pöltner oder Prandtauerhofs hängt ein Gemälde Johannes Nepomuks. |
| ja   | Datei hochladen | Statue Johannes Nepomuk                                                   | Joching ·                           |                       |         | Beim nördlichen Ortsende steht ein Nischen-Bildstock mit einer polychromierten Holzstatue aus der Mitte des 19. Jahrhunderts. |
| ja   | Datei hochladen | Statue Johannes Nepomuk HERIS-ID: 50093 Objekt-ID: 54699 marterl.at: 7359 | Krumau am Kamp ·                    |                       |         | Auf einem Brückenpfeiler bei der Kirche von Krumau am Kamp steht eine Statue Johannes Nepomuks. |
| ja   | Datei hochladen | Gemälde Johannes Nepomuk HERIS-ID: 50112 Objekt-ID: 54740                 | Langenlois ·                        | Martin Johann Schmidt | 1777    | An der linken Chorwand der Pfarrkirche Langenlois befindet sich ein ehemaliges, von Martin Johann Schmidt 1777 geschaffenes Altarbild mit einer Darstellung Johannes Nepomuks. |
| ja   | Datei hochladen | Gemälde Johannes Nepomuk HERIS-ID: 50118 Objekt-ID: 54746                 | Langenlois ·                        | Martin Johann Schmidt |         | Auf dem rechten Seitenaltar der dem heiligen Nikolaus geweihten Filialkirche von Langenlois befindet sich ein von Martin Johann Schmidt geschaffenes Ölbild aus der Zeit um 1800. Im Aufsatz befindet sich in einer Engelsgloriole ein Zungenreliquiar aus der Zeit um 1760. |
| ja   | Datei hochladen | Statue Johannes Nepomuk HERIS-ID: 34036 Objekt-ID: 31920                  | Langenlois ·                        |                       |         | Im Hof des sogenannten Unteren Schlosses in der Krumböckallee 21 in Langenlois befindet sich eine Statue Johannes Nepomuks aus der Mitte des 18. Jahrhunderts. |
| ja   | Datei hochladen | Relief Johannes Nepomuk HERIS-ID: 34366 Objekt-ID: 32558                  | Langenlois ·                        |                       | 1786    | Über dem Portal des Hauses Walterstraße 20 in Langenlois befindet sich ein Relief mit einer Darstellung Johannes Nepomuks aus dem Jahr 1786. |
| ja   | Datei hochladen | Relief Johannes Nepomuk HERIS-ID: 77001 Objekt-ID: 90603                  | Langenlois ·                        |                       | 1713    | Auf der auf dem Kornplatz in Langenlois befindlichen Pestsäule befindet sich unter anderem ein Relief Johannes Nepomuks aus dem Jahr 1713. |
| ja   | Datei hochladen | Statue Johannes Nepomuk HERIS-ID: 76985 Objekt-ID: 90587                  | Langenlois ·                        |                       |         | Vor der Haindorfer Kapelle in Langenlois befindet sich eine Statue des Heiligen aus dem Ende des 18. beziehungsweise aus dem Anfang des 19. Jahrhunderts. |
| BW   | Datei hochladen | Nischenfigur Johannes Nepomuk                                             | Langenlois ·                        |                       |         | Im ehemaligen Mühlengebäude in der Gartenzeile 18 befand sich eine Statue Johannes Nepomuks als Nischenfigur. Zum Schutz vor Witterung wird die Statue mittlerweile im Gebäude verwahrt. |
| ja   | Datei hochladen | Statue Johannes Nepomuk HERIS-ID: 46315 Objekt-ID: 48142                  | Langenlois ·                        | Friedrich Fahrwickl   |         | Auf der östlichen Brüstung der Loisbachbrücke steht eine Johannes-Nepomuk-Statue von Bildhauer Friedrich Fahrwickl aus der Mitte des 20. Jahrhunderts. |
| ja   | Datei hochladen | Nischenfigur Johannes Nepomuk                                             | Langenlois ·                        |                       |         | An der Fassade des Hauses Zwettlerstraße 26 in Langenlois befindet sich eine Nischenfigur Johannes Nepomuks. |
| ja   | Datei hochladen | Statue Johannes Nepomuk                                                   | Lengenfeld ·                        |                       | 1734    | Beim Neuen Schloss von Lengenfeld steht auf einem Volutensockel eine aus dem Jahr 1734 stammende Statue Johannes Nepomuks. |
| ja   | Datei hochladen | Statue Johannes Nepomuk HERIS-ID: 67203 Objekt-ID: 80151                  | Lengenfeld ·                        |                       |         | In der Pfarrkirche Lengenfeld befindet sich an der Stirnwand des nördlichen Seitenschiffes eine Konsolstatue Johannes Nepomuks. |
| ja   | Datei hochladen | Statue Johannes Nepomuk HERIS-ID: 50150 Objekt-ID: 54825                  | Lichtenau im Waldviertel ·          |                       |         | An der rechten Chorwand der Pfarrkirche von Lichtenau befindet sich unter einem Baldachin eine auf Wolken kniende Johannes-Nepomuk-Statue. Unterhalb der Wolken befindet sich eine Brücke. |
| ja   | Datei hochladen | Statue Johannes Nepomuk HERIS-ID: 50193 Objekt-ID: 54920                  | Maria Laach am Jauerling ·          |                       |         | Am mittleren Langhauspfeiler im nördlichen Seitenschiff der Wallfahrtskirche Maria Laach am Jauerling befindet sich eine polychromierte Statue Johannes Nepomuks aus der ersten Hälfte des 18. Jahrhunderts. |
| ja   | Datei hochladen | Gemälde Johannes Nepomuk HERIS-ID: 34437 Objekt-ID: 32738                 | Maria Langegg ·                     | Josef Adam Mölck      |         | In der Pfarr- und Wallfahrtskirche Maria Langegg befindet sich am nordöstlichen Seitenaltar ein von Josef Adam Mölck geschaffenes Gemälde Johannes Nepomuks. |
| ja   | Datei hochladen | Gemälde Johannes Nepomuk HERIS-ID: 34437 Objekt-ID: 32738                 | Maria Langegg ·                     |                       |         | In der Sakristei der Pfarr- und Wallfahrtskirche von Maria Langegg befindet sich an der Ostseite eine Grisaillemalerei des hl. Johannes Nepomuk. |
| ja   | Datei hochladen | Statue Johannes Nepomuk HERIS-ID: 34437 Objekt-ID: 32738                  | Maria Langegg ·                     |                       |         | Im Kreuzgang des Klosters Maria Langegg befindet sich eine Staue des hl. Johannes Nepomuk. |
|      | Datei hochladen | Statue Johannes Nepomuk                                                   | Mautern an der Donau                |                       |         | Im Hof der so genannten Janaburg am Südtirolerplatz von Mautern an der Donau befindet sich eine Nische mit einer Statue Johannes Nepomuks aus dem 18. Jahrhundert. |
| ja   | Datei hochladen | Nischenfigur Johannes Nepomuk HERIS-ID: 34454 Objekt-ID: 32768            | Mautern an der Donau ·              |                       |         | Auf dem Rathausplatz von Mautern an der Donau (im Verlauf der Sankt-Pöltner-Straße) befindet sich an einer Hausfassade im Obergeschoß eine Statue Johannes Nepomuks aus der Mitte des 18. Jahrhunderts als Haussegenfigur. |
| ja   | Datei hochladen | Nischenfigur Johannes Nepomuk                                             | Mautern an der Donau ·              |                       |         | Am Kappelmacherhaus, Sankt-Pöltner-Straße 20, Mautern an der Donau befindet sich an der Hausfassade im Obergeschoß eine Nischenfigur Johannes Nepomuks. |
| ja   | Datei hochladen | Statue Johannes Nepomuk HERIS-ID: 50215 Objekt-ID: 54963                  | Mautern an der Donau ·              |                       |         | Am Mittelschiffpfeiler des Langhauses der Pfarrkirche Mautern an der Donau befindet sich eine Darstellung Johannes Nepomuks aus der Zeit zwischen 1720 und 1730 als Konsolfigur. |
| ja   | Datei hochladen | Nischenfigur Johannes Nepomuk                                             | Mautern an der Donau ·              |                       |         | In einer Fassadennische des Hauses Donaugasse 1 (Ecke Melker Straße) befindet sich eine Statue Johannes Nepomuks. |
| ja   | Datei hochladen | Statue Johannes Nepomuk                                                   | Mauternbach ·                       |                       |         | Bei der Brücke von Mauternbach befindet sich ein BreitpfeilerBildstock mit einer Statue Johannes Nepomuks aus dem 18. Jahrhundert. |
| ja   | Datei hochladen | Brunnenfigur Johannes Nepomuk HERIS-ID: 77051 Objekt-ID: 90654            | Mittelberg (Gemeinde Langenlois) ·  |                       |         | Hinter der Kirche befindet sich ein Johann-Nepomuk-Brunnen mit einer Statue des Heiligen. |
| ja   | Datei hochladen | Glasfenster Johannes Nepomuk HERIS-ID: 59465 Objekt-ID: 70776             | Mittelberg (Gemeinde Langenlois) ·  |                       |         | In der Pfarrkirche von Mittelberg befindet sich in der Apsis ein Glasfenster mit der Darstellung des hl. Johannes Nepomuk vom Anfang des 20. Jahrhunderts. |
| ja   | Datei hochladen | Statue Johannes Nepomuk                                                   | Mühldorf ·                          |                       |         | An der Zufahrt nordöstlich des Trenninghofs in Mühldorf steht eine Statue des hl. Johannes Nepomuk. |
| ja   | Datei hochladen | Gemälde Johannes Nepomuk HERIS-ID: 50315 Objekt-ID: 55157                 | Niederranna ·                       |                       |         | Auf dem rechten Seitenaltar der Pfarrkirche Niederranna befindet sich ein Ölgemälde mit der Darstellung der Verklärung des Johannes Nepomuks aus der ersten Hälfte des 19. Jahrhunderts. |
| ja   | Datei hochladen | Statue Johannes Nepomuk HERIS-ID: 76961 Objekt-ID: 90562                  | Niederranna ·                       |                       |         | Am südwestlichen Ortsende von Niederranna steht an der Straße nach Mühldorf eine Statue Johannes Nepomuks aus dem Ende des 18. Jahrhunderts. |
| ja   | Datei hochladen | Hinterglasbild Johannes Nepomuk                                           | Oberbergern ·                       |                       |         | Im Bildstock „Beim weißen Kreuz“ in Oberbergern befindet sich ein Bild des hl. Johannes Nepomuk aus dem 20. Jh. |
| ja   | Datei hochladen | Statue Johannes Nepomuk HERIS-ID: 76907 Objekt-ID: 90505                  | Oberbergern ·                       |                       |         | In der Ortskapelle Oberbergern steht eine Statue des hl. Johannes Nepomuk. |
|      | Datei hochladen | Statue Johannes Nepomuk                                                   | Oberfucha                           |                       |         | In der Ortskapelle von Oberfucha befindet sich ein möglicherweise aus dem 17. Jahrhundert stammendes Ölgemälde mit einer Darstellung Johannes Nepomuks. |
|      | Datei hochladen | Statue Johannes Nepomuk                                                   | Obermeisling                        |                       |         | In der Pfarrkirche Obermeisling befinden sich ein Gemälde der heiligen Bernhard, Antonius von Padua und Johannes Nepomuk aus dem 19. Jahrhundert und eine Statue des Heiligen, ebenfalls aus dem 19. Jahrhundert. |
| ja   | Datei hochladen | Figur Johannes Nepomuk                                                    | Obermeisling ·                      |                       |         | Auf der Umfassungsmauer des Pfarrhofes von Obermeisling befindet sich eine Figur des hl. Johannes Nepomuk. |
| ja   | Datei hochladen | Statue Johannes Nepomuk                                                   | Peygarten-Ottenstein ·              |                       |         | An der Nordseite des Parks von Burg Ottenstein steht eine Statue Johannes Nepomuks aus der Zeit um 1800. |
|      | Datei hochladen | Statue Johannes Nepomuk                                                   | Rastbach                            |                       |         | An der Chorrückwand der Pfarrkirche Rastbach befindet sich eine polychromierte Statue Johannes Nepomuks aus der ersten Hälfte des 18. Jahrhunderts. |
| ja   | Datei hochladen | Statue Johannes Nepomuk HERIS-ID: 50455 Objekt-ID: 55454                  | Rastenfeld ·                        |                       |         | Auf dem linken Seitenaltar der Pfarrkirche von Rastenfeld befinden sich eine polychromierte Darstellung Johannes Nepomuks als Baldachinfigur und eine Holzmensa mit Szenen aus dem Leben des Heiligen. An der linken Chorwand befindet sich eine Konsolfigur. |
| ja   | Datei hochladen | Statue Johannes Nepomuk HERIS-ID: 9726 Objekt-ID: 5771                    | Rossatz ·                           |                       | 1721    | In Rossatz steht eine Statue Johannes Nepomuks mit einer Stifterinschrift aus dem Jahr 1721. |
| ja   | Datei hochladen | Nischenfigur Johannes Nepomuk HERIS-ID: 35193 Objekt-ID: 33840            | Rothenhof ·                         |                       |         | Über dem Mittelportal des so genannten Piglhofs in Rothenhof befinden sich Darstellung der heiligen Florian und Johannes Nepomuk aus der Mitte des 19. Jahrhunderts als Nischenfiguren. |
|      | Datei hochladen | Statue Johannes Nepomuk                                                   | Sankt Leonhard am Hornerwald        |                       |         | In der rechten Kapellennische der Pfarrkirche von Sankt Leonhard am Hornerwald befindet sich ein Altarbild Johannes Nepomuks aus dem Jahr 1760. |
| ja   | Datei hochladen | Bild Johannes Nepomuk HERIS-ID: 50634 Objekt-ID: 55779                    | Sankt Michael in der Wachau ·       |                       |         | In der Kirche von Sankt Michael in der Wachau befindet sich auf dem rechten Seitenaltar ein Altarbild Johannes Nepomuks aus der zweiten Hälfte des 18. Jahrhunderts. Bezeichnet ist das Bild mit Thaddäus Joannes. |
|      | Datei hochladen | Statue Johannes Nepomuk                                                   | Scheutz                             |                       |         | Links vom Altar der Ortskapelle von Scheutz befindet sich eine Statue Johannes Nepomuks. |
| ja   | Datei hochladen | Glasfenster Johannes Nepomuk HERIS-ID: 50936 Objekt-ID: 56456             | Schiltern ·                         |                       | 1896    | In der Pfarrkirche von Schiltern befindet sich ein Glasfenster mit einer Darstellung Johannes Nepomuks aus dem Jahr 1896. |
|      | Datei hochladen | Statue Johannes Nepomuk                                                   | Schiltern                           |                       |         | Auf dem Altar der Pestkapelle in Schiltern befindet sich eine Statue Johannes Nepomuks. |
| ja   | Datei hochladen | Statue Johannes Nepomuk HERIS-ID: 77047 Objekt-ID: 90650                  | Schiltern ·                         |                       |         | Bei der beim Pfarrhof von Schiltern gelegenen Brücke von Schiltern steht eine Statue Johannes Nepomuks aus der Zeit um 1800. |
| ja   | Datei hochladen | Statue Johannes Nepomuk HERIS-ID: 77050 Objekt-ID: 90653                  | Schiltern ·                         |                       |         | Beim Schloss Schiltern steht eine Statue Johannes Nepomuks aus der Mitte des 18. Jahrhunderts. |
| ja   | Datei hochladen | Statue Johannes Nepomuk HERIS-ID: 50562 Objekt-ID: 55650                  | Schönberg am Kamp ·                 |                       |         | Im Auszug des rechten Seitenaltars in der Pfarrkirche Schönberg am Kamp befindet sich eine Statue Johannes Nepomuks aus dem dritten Viertel des 18. Jahrhunderts. |
| ja   | Datei hochladen | Statue Johannes Nepomuk HERIS-ID: 66735 Objekt-ID: 79643                  | Schönberg am Kamp ·                 |                       |         | Bei der Brücke über den Kamp in Schönberg am Kamp steht eine Johannes-Nepomuk-Kapelle mit einer Statue des Heiligen aus der Mitte des 18. Jahrhunderts. |
|      | Datei hochladen | Statue Johannes Nepomuk                                                   | Schwallenbach                       |                       |         | Auf dem Hochaltar der Kirche von Schwallenbach befindet sich eine Darstellung Johannes Nepomuks aus der Zeit um 1700 als Aufsatzfigur und an der rechten Mauer des Langhauses ein volkstümliches Votivbild aus der Mitte des 18. Jahrhunderts. |
| ja   | Datei hochladen | Statue Johannes Nepomuk HERIS-ID: 50578 Objekt-ID: 55681                  | Senftenberg ·                       |                       |         | Am Langhauspfeiler der Pfarrkirche von Senftenberg befindet sich eine polychromierte Statue Johannes Nepomuks. |
| ja   | Datei hochladen | Statue Johannes Nepomuk HERIS-ID: 76699 Objekt-ID: 90289                  | Senftenberg ·                       |                       |         | Dem Rathaus von Senftenberg gegenüber befindet sich ein Nischenbreitpfeiler mit einer Statue Johannes Nepomuks aus dem 19. Jahrhundert. |
| ja   | Datei hochladen | Statue Johannes Nepomuk HERIS-ID: 77103 Objekt-ID: 90708                  | Sittendorf ·                        |                       | 1777    | Beim nördlichen Ortsende von Sittendorf steht eine Statue Johannes Nepomuks aus dem Jahr 1777. |
| ja   | Datei hochladen | Statue Johannes Nepomuk HERIS-ID: 50610 Objekt-ID: 55731                  | Spitz an der Donau ·                |                       |         | Auf dem Nikolausaltar im südlichen Seitenschiff der Pfarrkirche Spitz an der Donau befindet sich eine Darstellung Johannes Nepomuks aus der Mitte des 18. Jahrhunderts als vergoldete Aufsatzstatue. |
|      | Datei hochladen | Statue Johannes Nepomuk                                                   | Spitz an der Donau                  |                       |         | Im Ortsteil Hinterhaus von Spitz an der Donau steht beim Spitzerbach eine aus Holz geschnitzte Statue Johannes Nepomuks aus der Mitte des 18. Jahrhunderts. |
| ja   | Datei hochladen | Statue Johannes Nepomuk HERIS-ID: 74143 Objekt-ID: 87539                  | Spitz an der Donau ·                |                       |         | Bei der Ecke Hauptstraße / Mittergasse in Spitz an der Donau steht eine Johannes-Nepomuk-Kapelle mit einer Statue Johannes Nepomuks aus der Mitte des 18. Jahrhunderts. |
|      | Datei hochladen | Statue Johannes Nepomuk                                                   | Spitz an der Donau                  |                       |         | Im so genannten Erlahof von Spitz an der Donau befindet sich eine Prozessionsstange mit Schiffsaufsatz und einem Figürchen Johannes Nepomuks aus dem 18. Jahrhundert. |
| ja   | Datei hochladen | Hinterglasbild Johannes Nepomuk HERIS-ID: 74145 Objekt-ID: 87541          | Spitz an der Donau ·                |                       |         | Im Bildstock beim „Roten Tor“ in Spitz befindet sich ein Bild des hl. Johannes Nepomuk aus dem 20. Jh. |
|      | Datei hochladen | Statue Johannes Nepomuk                                                   | Stiefern                            |                       |         | Auf der rechten Seite des Triumphbogens der Pfarrkirche von Stiefern am Kamp befindet sich eine polychromierte Statue Johannes Nepomuks aus der zweiten Hälfte des 18. Jahrhunderts. In der nordseitigen Seitenkapelle befindet sich ein aus der ersten Hälfte des 18. Jahrhunderts stammender Johannes-Nepomuk-Altar mit einem Bild des Heiligen aus der Zeit um 1770. Der Predellateil trägt vergoldete Holzreliefs mit Szenen aus dem Leben des Heiligen.                            |
| ja   | Datei hochladen | Statue Johannes Nepomuk HERIS-ID: 71523                                   | Stift Göttweig ·                    |                       | 1752    | An der Zufahrt zum Stift Göttweig – gegen Ende der Rosenkranz-Stationen – befindet sich eine Johannes-Nepomuk-Kapelle mit einer Statue des Heiligen aus dem Jahr 1752. |
| ja   | Datei hochladen | Statue Johannes Nepomuk HERIS-ID: 50675 Objekt-ID: 55896                  | Straß im Straßertale ·              |                       |         | In der Pfarrkirche Straß im Straßertale befindet sich eine Darstellung Johannes Nepomuks als Konsolstatue aus dem 18. Jahrhundert. |
| ja   | Datei hochladen | Statue Johannes Nepomuk HERIS-ID: 67060 Objekt-ID: 79997                  | Straß im Straßertale ·              |                       | 1722    | Beim westlichen Ortsende von Straß im Straßertal steht eine 2017/18 renovierte Johannes-Nepomuk-Kapelle aus dem Jahr 1722 mit einer Statue und Stuckreliefs mit Darstellungen aus dem Leben des hl. Johannes Nepomuk. |
| ja   | Datei hochladen | Statue Johannes Nepomuk HERIS-ID: 67059 Objekt-ID: 79996                  | Straß im Straßertale ·              |                       |         | Südlich des Marktplatzes von Straß im Straßertal stehen Statuen der heiligen Florian und Johannes Nepomuk aus dem Anfang des 19. Jahrhunderts. |
|      | Datei hochladen | Statue Johannes Nepomuk                                                   | Stratzing                           |                       |         | Am linken Pfeiler des Langhauses der Pfarrkirche von Stratzing befindet sich eine polychromierte Statue Johannes Nepomuks. |
|      | Datei hochladen | Statue Johannes Nepomuk                                                   | Theiß                               |                       |         | Auf dem Hochaltar der Pfarrkirche von Theiß befindet sich eine polychromierte Darstellung Johannes Nepomuks als Seitenfigur. |
| ja   | Datei hochladen | Statue Johannes Nepomuk HERIS-ID: 50750 Objekt-ID: 56034                  | Unterbergern ·                      | Firma Beranek         | 1905    | Auf dem Hochaltar der dem heiligen Johannes Nepomuk geweihten Pfarrkirche von Unterbergern befindet sich eine von der Firma Beranek 1905 geschaffene Statue des Heiligen. Eine weitere Statue des Heiligen in der Pfarrkirche stammt aus der zweiten Hälfte des 18. Jahrhunderts. Die Kirche steht unter Denkmalschutz. |
| ja   | Datei hochladen | Statue Johannes Nepomuk HERIS-ID: 50750 Objekt-ID: 56034                  | Unterbergern ·                      |                       |         | An der Westwand des Langschiffes der dem heiligen Johannes Nepomuk geweihten Pfarrkirche von Unterbergern befindet sich eine Statue des Heiligen aus der zweiten Hälfte des 18. Jahrhunderts. |
| ja   | Datei hochladen | Statue Johannes Nepomuk HERIS-ID: 35192 Objekt-ID: 33839                  | Unterloiben ·                       |                       |         | Am Triumphbogen der Pfarrkirche von Unterloiben befindet sich eine spätbarocke Figur Johannes Nepomuks. |
| ja   | Datei hochladen | Statue Johannes Nepomuk                                                   | Unterranna ·                        |                       |         | Neben der Ruine von Kirche und Paulinerkloster Unterranna steht – nahe dem Kreuzweg zum Kalvarienberg – eine dem heiligen Johannes Nepomuk geweihte Kapelle aus dem 18. Jahrhundert. |
| ja   | Datei hochladen | Statue Johannes Nepomuk HERIS-ID: 45168 Objekt-ID: 46080                  | Weißenkirchen in der Wachau ·       |                       |         | An der rechten Chorwand der Pfarrkirche Weißenkirchen in der Wachau befindet sich eine aus der Zeit um 1730 stammende Darstellung Johannes Nepomuks als Konsolstatue. |
| ja   | Datei hochladen | Nischenfigur Johannes Nepomuk HERIS-ID: 35263 Objekt-ID: 33936            | Weißenkirchen in der Wachau ·       |                       |         | Im rechten Seitenflügel des Flammhofes (Raffelsbergerhof, ehem. Schiffsmeisterhauses), Weißenkirchen 54, befindet sich ein Nischenfigürchen des Johannes Nepomuk aus dem 18. Jahrhundert. |
| ja   | Datei hochladen | Statue Johannes Nepomuk                                                   | Weißenkirchen in der Wachau ·       |                       | 1773    | Auf dem Marktplatz von Weißenkirchen in der Wachau steht ein Baldachinbildstock mit einer Statue Johannes Nepomuks aus dem Jahr 1773. |
| ja   | Datei hochladen | Statue Johannes Nepomuk                                                   | Weißenkirchen in der Wachau ·       |                       |         | An der Fassade des Hauses Weißenkirchen in der Wachau 180 befindet sich eine Statue Johannes Nepomuks. |
| ja   | Datei hochladen | Statue Johannes Nepomuk                                                   | Willendorf in der Wachau ·          |                       |         | In einem Garten gegenüber von Willendorf 18 steht eine Statue Johannes Nepomuks. |
| ja   | Datei hochladen | Statue Johannes Nepomuk HERIS-ID: 77063 Objekt-ID: 90666                  | Zöbing ·                            |                       |         | Beim Südportal der Umfassungsmauer der Pfarrkirche von Zöbing am Kamp stehen Statuen der hl. Antonius und Johannes Nepomuk aus der Zeit um 1720. |
| ja   | Datei hochladen | Statue Johannes Nepomuk                                                   | Zöbing ·                            |                       | 1722    | Auf der Brücke über den Kamp in Zöbing am Kamp steht eine Votivsäule mit einer Darstellung Johannes Nepomuks aus dem Jahr 1722. |